# Eugeni Rodríguez
Eugeni Rodríguez Giménez (Hospitalet de Llobregat, 28 de febrero de 1965) es un cartero y activista español conocido por la defensa de los derechos del colectivo LGBT. Es portavoz del Front d'Alliberament Gai de Catalunya y presidente del Observatorio contra la Homofobia, una entidad creada en 2008 para denunciar las agresiones homófobas y dar apoyo a las víctimas.

## Trayectoria
Nació en Hospitalet de Llobregat de padres de Andalucía y Aragón que habían llegado a Barcelona a finales de los años 1950. En 1978, con 13 años de edad, se dio cuenta de su homosexualidad y militó en diversos movimientos sociales. Vivió en el bario hospitalense de Sant Josep hasta que en 1986 se trasladó a Barcelona, ciudad donde vive en la actualidad. En 1984 se declaró objetor de conciencia al servicio militar cuando aún no existía la ley que la regulaba, y fue amnistiado en 1988. Como objetor, militó en el Movimiento de Objeción de Conciencia (MOC) e impulsó la Coordinadora Antimilitarista Mili KK. Posteriormente militó en diversas organizaciones entre las que destacan el Colectivo por la Paz y el Desarme y la Liga Comunista Revolucionaria.[cita requerida]
Como activista del colectivo LGBT, ha participado en la denuncia de varios casos de homofobia, como el asesinato de Sonia Rescalvo Zafra, o el caso de Juan Andrés Benítez. En 1991 formó parte de la organización de la conferencia de la ILGA que se celebró en Barcelona. A nivel internacional, ha participado como observador en la investigación del atentado en la discoteca gay Divine de Valparaíso, donde una veintena de hombres perdieron la vida, y ha colaborado con el Movimiento de Integración y Liberación Homosexual de la mano de activistas como Víctor Hugo Robles.
En sus escritos ha criticado la mercantilización del movimiento LGBT y las implicaciones de los marcos legales a la hora de prevenir la discriminación por orientación sexual e identidad de género, y ha denunciado numerosos casos de homofobia y transfobia. Participó en la elaboración de la Ley para garantizar los derechos de lesbianas, gays, bisexuales, transgéneros e intersexuales y para erradicar la homofobia, la bifobia y la transfobia, compareciendo en la sesión número 4 como portavoz del Observatorio contra la Homofobia y presentando la memoria 2011-12. Aparece frecuentemente como portavoz del colectivo LGBT en diversos medios de comunicación.

## Obras
- El orgullo es nuestro. Movimientos de liberación sexual en el Estado español dentro del libro de Laura Corcuera (2012) (capítulo).[13]
- Dels drets a les llibertats. Una història política de l'alliberament GLT a Catalunya (FAGC 1986-2006), (coord. con Joan Pujol).[14] El libro fue incluido en el «Vocabulari terminològic LGBT» del TERMCAT.[15]